# Epidendrum hagsateri
Epidendrum hagsateri är en orkidéart som beskrevs av Eric Alston Christenson. Epidendrum hagsateri ingår i släktet Epidendrum och familjen orkidéer. Inga underarter finns listade i Catalogue of Life.